# Virgen del Rosario (Jauja)
La Virgen del Rosario, conocida en quechua como Mamanchic Rosario o Mamallanchic Rosario (en español: Mamá Rosario o Mamita Rosario), es una advocación mariana venerada como patrona de la ciudad de Jauja, en el Departamento de Junín, Perú. No debe ser confundida con la Chapetona, conocida en quechua como Mamanchic Chapetona, otra imagen de la Virgen del Rosario con la cual comparte fiesta y ajuar (se dice popularmente que Mamanchic Rosario es casada y Mamanchic Chapetona soltera: p. 160  por el hecho de gozar esta última de gran devoción entre las mestizas solteras).

## Historia
En el siglo xvi, durante el Virreinato, España inició una cruzada con el fin de proceder a la expansión del catolicismo. El rey Carlos V envió a la comunidad religiosa de Santo Domingo de Cuzco una talla de la Virgen del Rosario como obsequio; la imagen llegó al puerto del Callao, en Lima, y desde allí fue trasladada por el Camino Inca, pasando por Xauxa-Pachacamac y, más concretamente, por Hatun Xauxa, donde la comitiva (compuesta por un grupo de frailes dominicos y franciscanos además de los portadores y varios españoles) se detuvo para pernoctar y buscar provisiones. En el momento en que se disponían a reanudar el viaje, se desató una tormenta de granizo tan potente que los ríos Mantaro y Yacus aumentaron su caudal de tal forma que impidieron a la comitiva continuar con el traslado, debiendo guardarse la imagen en la iglesia de Hatun Xauxa. Cuando los portadores intentaron cargar la talla al día siguiente para proseguir con el viaje, esta se había vuelto tan pesada que ni siquiera aumentando el número de cargadores se pudo mover la imagen.: p. 159  Tanto la tormenta como la imposibilidad de trasladar la talla fueron interpretadas como un deseo de la Virgen de permanecer en Hatun Xauxa; en consecuencia, los habitantes solicitaron a los padres dominicos la realización de los trámites pertinentes para que la imagen pudiese ser venerada en la ciudad, de la que terminaría por convertirse en patrona, recibiendo así mismo el respeto de importantes personajes históricos como Simón Bolívar, Antonio José de Sucre, Juan Antonio Álvarez de Arenales y Andrés Avelino Cáceres, quien se encomendó a la Virgen del Rosario de Jauja en 1879 con motivo de la Guerra del Pacífico, obteniendo la Virgen gran fama al ser considerada como la causa de que la ciudad se salvase de ser incendiada por los chilenos.: p. 171 
Mamanchic Chapetona sería traída desde España aproximadamente diez años después de la llegada de Mamanchic Rosario: p. 160  por los chapetones y los cholos peruanos, responsables de la construcción de la Iglesia de la Santa Fe de Jauja, con el fin de ser entronizada en el altar mayor al igual que Mamanchic Rosario.

## Descripción

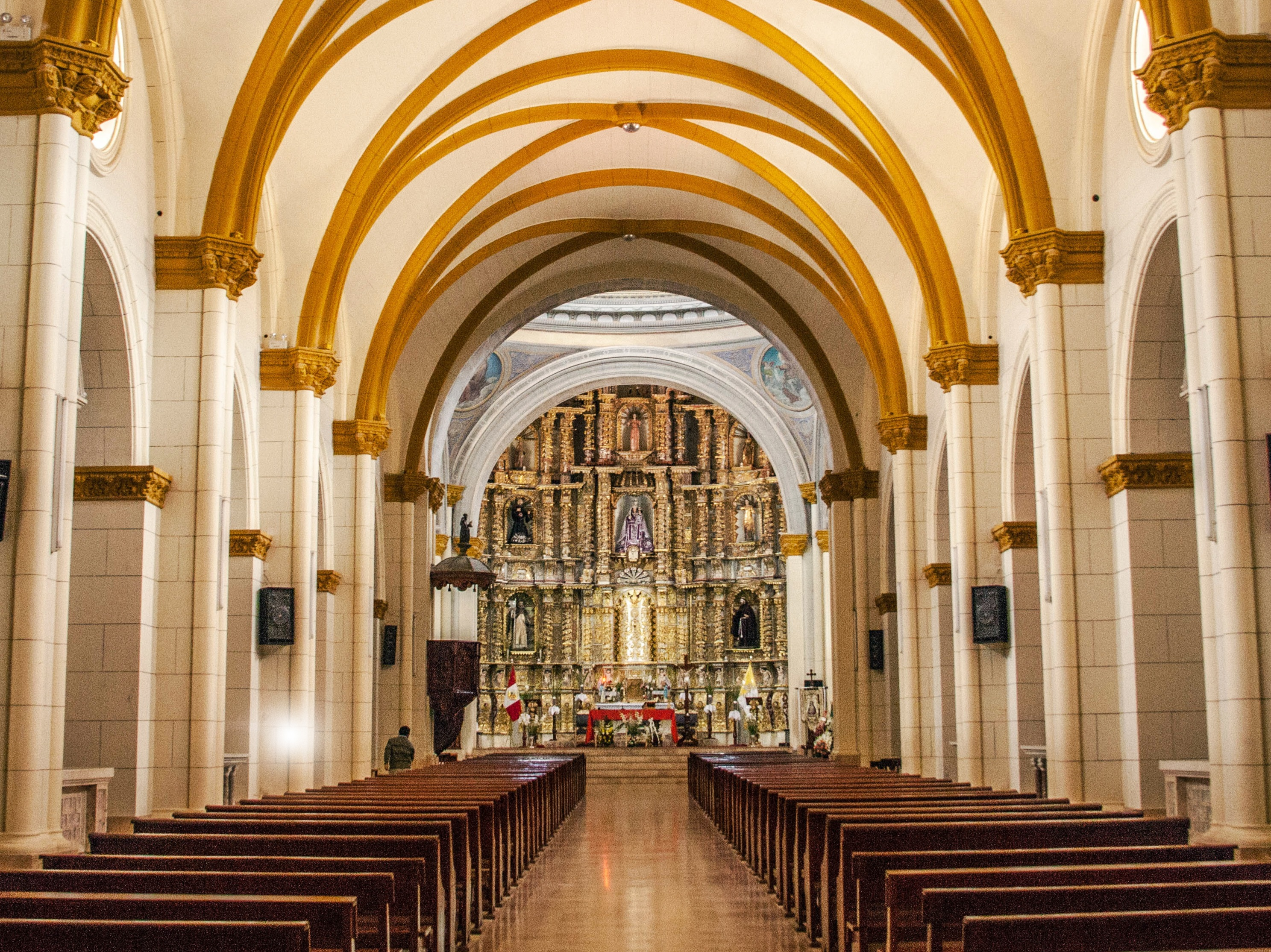
Interior de la Iglesia de la Santa Fe de Jauja. El retablo mayor está presidido por la imagen de Mamanchic Chapetona.

La imagen de Mamanchic Rosario consiste en una talla de madera de bulto redondo policromada con colores vivos y de clara influencia manierista. Al estar bajo la advocación del Rosario, la Virgen figura sosteniendo al Niño Jesús con su brazo izquierdo, lo que la encuadra a su vez en el género artístico de las Madonas. La estatua, cuya mano derecha se halla en posición de sujetar un objeto (un rosario), luce una túnica de color rojo con estampación dorada además de un velo y una capa también en dorado, lo que la aproxima al barroco, si bien la parte interior de la capa presenta una intensa policromía azul que contrasta fuertemente con la túnica, disponiendo la talla de un saliente en ambas cabezas para poder ajustar las respectivas coronas. 
Tanto Mamanchic Rosario como Mamanchic Chapetona muestran la misma pose (caracterizada por un marcado contrapposto), si bien esta última, de estilo renacentista y realizada también en madera, luce un cinturón ciñendo la túnica y muestra a su vez una policromía distinta compuesta principalmente por colores pálidos con suaves estampados tanto en la túnica como en la capa (de color anaranjado en la parte interior), todo ello dorado siguiendo los cánones del barroco. La Chapetona presenta además la particularidad de que la figura del Niño Jesús cuenta con dos brazos izquierdos: uno de ellos (el original) se halla unido enteramente al cuerpo y sostiene un orbe, mientras que el otro (añadido posterior) está alzado a imagen y semejanza del Niño Jesús de Mamanchic Rosario y dispone de un soporte para colocar otro orbe, siendo este último brazo el único que queda visible cuando la talla está vestida, lo que sugiere que el mismo fue añadido por este motivo.
Mamanchic Rosario tiene una altura de 1,80 metros y un peso de 12 kilogramos, mientras que Mamanchic Chapetona, la cual preside el retablo mayor de la Iglesia Matriz de Jauja, tiene una altura de 1,65 metros y alrededor de 10 kilogramos de peso.

## Ajuar
Pese a que ambas imágenes no fueron concebidas para ser vestidas por el hecho de ser tallas completas, las mismas cuentan con un suntuoso ajuar compuesto por varios mantos de diferentes colores. La vestimenta de la Virgen consiste por lo general en un camisón sobre el que se hallan colocadas dos faldas de ganchillo a modo de enaguas; dos mangas bordadas; una saya también bordada; dos puños; un cuello; un cinturón del que cuelgan dos tiras rematadas en pico; una capa y un velo de encaje. Como accesorios, Mamanchic Rosario sujeta una flor o una custodia mientras que Mamanchic Chapetona sostiene un cetro, portando ambas siempre un rosario, una corona y un par de pendientes, sujetos al menos en el caso de la Chapetona gracias a un alambre el cual atraviesa los extremos del velo y rodea la parte posterior de la cabeza de la talla. La Virgen luce así mismo una peluca de cabello oscuro peinada con tirabuzones y colocada entre el velo original y el velo de encaje. Por su parte, el ajuar del Niño Jesús se compone de un camisón, dos mangas, dos puños, una saya, un cinturón y un cuello, además de llevar peluca y corona.
El cambio de vestuario de Mamanchic Rosario se realiza en una pequeña capilla en la Iglesia Matriz de Jauja, donde es costumbre que se le frote el rostro con algodones los cuales se consideran capaces gracias a ello de aliviar cualquier dolor físico si se pasan por el cuerpo, mientras que el cambio de vestuario de Mamanchic Chapetona se hace frente al altar mayor y en presencia de los fieles, a quienes se les coloca la corona de la Virgen antes de ser puesta sobre la imagen. En el caso concreto de la Chapetona, el primer manto data de 1626 y fue regalado por devotos (el mismo está bordado en hilo de oro y tiene un peso de 38 kilogramos). Otro manto de la Chapetona, bordado también en hilo de oro, fue regalado en 1940, mientras que las dos primeras coronas obsequiadas a la imagen (una para la Virgen y otra para el Niño) datan de 1926.

## Festividad

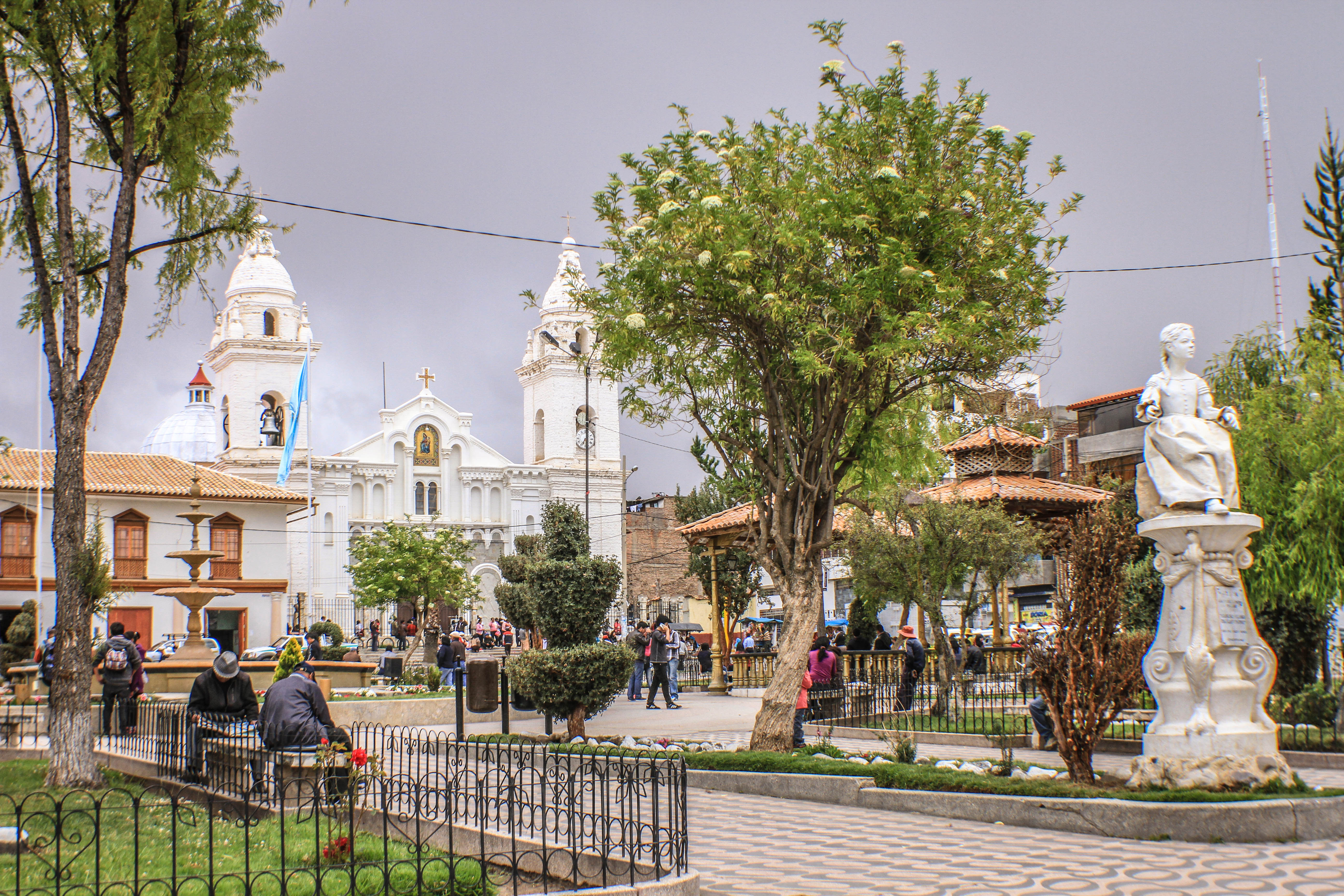
Plaza de Armas.

La fiesta de la Virgen del Rosario, acreedora de varios milagros, tiene lugar el primer domingo de octubre en la Plaza de Armas, llevándose a cabo una semana de misas y, en la víspera, fuegos artificiales. El día de la fiesta se celebra una misa diaconada con procesión, todo ello presidido por los alféreces, concluyendo la ceremonia con una danza por parejas conocida como «pandillada», ocasión en la que los hombres visten ponchos de vicuña y jipijapas, mientras que las mujeres lucen el traje típico de las jaujinas, compuesto por un faldellín (falda de cachemir larga hasta los tobillos y decorada con cintas de seda); un monillo (blusa blanca ornamentada con lentejuelas y abalorios generalmente dorados); una lliclla (manta confeccionada en seda y castilla adornada con flores pintadas de varios colores); y una mantilla de terciopelo con cintas de seda floreadas que cubre la espalda y los hombros. El día anterior a la procesión, en la que las mujeres acompañan a la imagen de la Virgen del Rosario engalanadas con el traje típico, se ofician varias misas y un toril, mientras que por la noche se produce la quema de castillos de fuegos artificiales, donde los alféreces invitan a los habitantes a un almuerzo en el que abundan dulces y «calientitos» (té hervido con limón y aguardiente de caña), siendo costumbre también la realización de concursos de molletes durante la fiesta.
Los festejos en honor a la Virgen, los más famosos de la ciudad junto con el carnaval jaujino, tienen una duración total de seis días (los tres primeros dedicados a Mamanchic Rosario y los tres últimos a Mamanchic Chapetona). Ya en la época del Virreinato se realizaban dos fiestas durante seis días; la primera duraba tres días y en ella participaban las clases nobles (españoles, mestizos, etc.), mientras que los tres días siguientes participaban los nativos del valle (indios o incas), tradición que aún subsiste pese a la escasa diferenciación social:

Jauja con su actual despegue económico, aún se distingue entre otras cosas, por mantener algo subyacente la clasificación y oposición de los grupos sociales y esferas étnicas, representados y plasmados en el distinguido culto festivo a la «Virgen del Rosario» por los «ricos» (del poder local), el 3 de octubre y a la «Virgen Chapetona» por los «pobres», el 4 de octubre. Un ordenamiento social, actuación de los prestigios del poder local y secuencia festiva cargada de
connotaciones étnicas de las tradiciones que conviven, comparten, se refuerzan y se reafirman con la modernidad pujante.: p. 170 